# Karl Tewes
Carl Albert Tewes (* 10. August 1886 in Berlin; † 7. September 1968 ebenda) war ein deutscher Fußballspieler.

## Karriere
Der Stopper und Aufbauspieler (heutzutage bezeichnet man seine Position als Mittelfeldspieler) begann seine Karriere bei Askania Berlin. Doch mit 18 Jahren verabschiedete er sich bereits vom Fußball und erlernte den Beruf des Schmieds. Doch neun Jahre später kehrte er wieder zurück und kam über Union 98 Berlin und die Sportliche Verbindung Norden-Nordwest Berlin zu Viktoria 89 Berlin. Kaiser Karl, wie man ihn auch nannte, schaffte es 1920 sogar bis in die Nationalelf. Mit 34 Jahren war er gleichzeitig der älteste Debütant aller Zeiten. Er debütierte am 26. September 1920 im Spiel gegen Österreich, das Deutschland mit 2:3 verlor. Bis 1922 kam er auf immerhin sechs Länderspiele, schoss jedoch kein Tor.
Seine Vereinskarriere setzte er 1923 dann bei Hertha BSC fort. Mit der Mannschaft wurde er unter anderem 1926, 1927 und 1928 Deutscher Vizemeister. Hier spielte er bis 1928 und beendete dann seine Karriere.

## Erfolge
- Zweiter der Deutschen Meisterschaft 1926, 1927, 1928 (mit Hertha BSC)
- Sieger Kronprinzenpokal 1917/18